# AN Водолея
AN Водолея (лат. AN Aquarii) — одиночная переменная звезда в созвездии Водолея на расстоянии (вычисленном из значения параллакса) приблизительно 24178 световых лет (около 7413 парсеков) от Солнца. Видимая звёздная величина звезды — от +14,3m до +13,5m.

## Характеристики
AN Водолея — жёлто-белая пульсирующая переменная звезда типа RR Лиры (RR) спектрального класса F. Эффективная температура — около 7015 К.